# Семёнов, Вячеслав Анатольевич (футболист)
Вячесла́в Анато́льевич Семёнов (рум. Veaceslav Semionov; 16 марта 1956, Бендеры, Молдавская ССР — 13 октября 2020, Бухарест, Румыния) — советский и молдавский футболист, тренер.

## Карьера
В качестве игрока Семёнов выступал на позиции полузащитника за кишинёвский «Нистру» в высшей лиге чемпионата СССР по футболу. Также он играл за ряд других молдавских команд: «Сперанца» (Дрокия), «Грэничерул» (Глодень), «Заря» (Бельцы), «Тигина» (Бендеры) и «Буджак» (Комрат).
В 1979 году в составе сборной Молдавской ССР принимал участие в летней Спартакиаде народов СССР.
После окончания карьеры стал тренером. Возглавлял молдавский клуб «Кожушна». С 2001 года входит в тренерский штаб кишинёвской «Дачии». С 2009 по 2010 год возглавлял клуб. При нём кишиневцы выходили в финал Кубка Молдавии и играли в Лиге Европы против черногорской «Зеты».
С 4 ноября 2014 года исполнял обязанности главного тренера «Дачии». После прохождения клуба в следующую стадию турнира, руководство кишинёвцев приняло решение пригласить Игоря Добровольского возглавить «Дачию». Семёнов же перешёл на работу второго тренера команды.
Скончался 13 октября 2020 года на 65-м году жизни.